# لغة خفيفة
اللغة الخفيفة (اللغة السهلة) هي نسخة محددة (عادةً ما تكون مكتوبة) من اللغة الألمانية. وهي موجهة للأشخاص ذوي الكفاءة المنخفضة في اللغة الألمانية أو القراءة بشكل عام. تنشر الجمعية الألمانية شبكة اللغة السهلة قواعدها، التي تأسست عام 2006. تتناول القواعد إنشاء الجمل واختيار الكلمات، وتقدم توصيات بشأن الطباعة واستخدام الوسائط. غالبًا ما يُبسَّط المحتوى أيضًا، على سبيل المثال، تشجع  أل أس على كتابة " منذ زمن بعيد" بدلًا من "1871". مع ذلك، لم تُغيَّر اللغة بحد ذاتها. من المفترض أن تُسهِّل  أل أس إمكانية الوصول.
مفهوم مماثل هو لغة بسيطة، وهي أقل تنظيمًا وأقرب إلى اللغة الألمانية القياسية. الفئة المستهدفة هي الأشخاص الذين يعانون من تحديات معرفية والأشخاص الذين لديهم لغة أولى مختلفة عن الألمانية.
انتقد العديد من المثقفين والصحفيين نصوص أل أس، على سبيل المثال بعد استخدامها من قِبل سلطات بريمن في الانتخابات الإقليمية عام 2015. ورأوا أن  أل أس لا تأخذ القراء على محمل الجد وتُبسط المحتوى بشكل مبالغ فيه. في عام 2017، سخر الصحفي ألفريد دورفر من  أل أس عبر خدمة الرسائل النصية النمساوية، واعتذر لاحقًا بعد أن تحدث إلى أشخاص يستفيدون من نصوص  أل أس.
بعض قواعد  أل أس:
- اكتب جمل قصيرة.
- استخدم جملة واحدة لكل سطر.
- استخدم جملة واحدة لعبارة واحدة.
- استخدم الصوت النشط.
- لا تستخدم الحالة المزاجية المشروطة.
- يجب أن تتكون الجملة من العناصر التالية: الفاعل + المسند + المفعول به.
- لا تستخدم المرادفات.
- تقسيم الكلمات المركبة: اكتب البوندستاغ، وليس بوندس تاغ.
- لا يستهدف هذا الكتاب الأطفال، بل ينبغي أن يخاطب القراء باعتبارهم بالغين، باستخدام الضمائر العادية (الرسمية).

## القانون الألماني
في ألمانيا، يوجد قانون يُلزم السلطات بتوفير المزيد من المعلومات بلغة الإشارة. تُلزم الحكومة الفيدرالية السلطات باستخدام لغة الإشارة، وتُخوّلها كتابة النصوص بلغة الإشارة.

## روابط خارجية
- معلومات عن كافة المعايير الأوروبية لتسهيل قراءة المعلومات وفهمها.
- قاموس Hurraki لـ Leichte Sprache، باللغة الإنجليزية: قاموس Hurraki للغة البسيطة.